# Xabiani Ponce de León
Xabiani Ponce de León (Oaxaca de Juárez, 1993. november 6.) mexikói színész, énekes. Jelentősebb szerepei: Omar a Bienvenida Realidad mexikói teleregényben; jelenleg Marco szerepét alakítja a Violetta tévésorozatban.

## Filmjei
- Disney Club (2005–2006)
- Max Steel Misión Adrealina (2007)
- Confianza (2010)
- La rosa de Guadlupe (2010)
- Malaventura (2011)
- Bienvenida realidad (2011)
- Paramédicos (2012)
- Cuando toca la campana (2012)
- Réquiem para Inés (2013)
- Paradisio (2013)
- Violetta (2013 óta)

## Diszkográfia
| Év   | Zeneszám         | Megjegyzés     |
| ---- | ---------------- | -------------- |
| 2013 | Hoy somos más    | A Violettaból. |
| 2013 | Violetta en vivo | A Violettaból. |

### Fellépések
- Violetta turné(Violetta a koncert)

## Díjai
| Év   | Díj                          | Érdem                            | Eredmény |
| ---- | ---------------------------- | -------------------------------- | -------- |
| 2012 | Kids Choice Awards México    | Cuando toca la campana szereplés | nyertes  |
| 2013 | Kids Choice Awards Argentina | Violetta szereplés               | nyertes  |